# Roger Bocquet
Pour les articles homonymes, voir Bocquet.
Roger Bocquet est un joueur de football suisse né le 19 avril 1921 à Genève et mort le 10 mars 1994 à Genève.

## Caractéristiques
- Poids : 76 kg
- Taille : 178 m
- Poste : arriere gauche

## Équipe nationale
48 sélections, 2 buts.